# Plavební komora Babice
Plavební komora Babice je vodní dopravní stavba na Baťově kanále. Nachází se na říčním kilometru 40,778 na katastrálním území obce Babice, ve vzdálenosti 1 km jihovýchodně od středu obce. Předchozí plavební stupeň je Plavební komora Spytihněv, následující plavební stupeň je Plavební komora Huštěnovice.

## Historie
Plavební komora byla zprovozněna v roce 1938. V roce 2003 byla provedena kompletní rekonstrukce stavebních i technologických částí včetně elektrifikace a automatizace na jednotný systém dálkového ovládání včetně signalizace. Plavební hladina na úseku PK Babice - PK Huštěnovice je automatický regulována na obtokovém stavidle.

## Parametry plavební komory
| Celková délka plavební komory | 50,9 m         |
| Užitná délka plavební komory  | 38,5 m         |
| Šířka plavební komory         | 5,3 m          |
| Hloubka plavební komory       | 4,14 m         |
| Výška záporníku               | 1,57 m         |
| Rozdíl plavebních hladin      | 1,76 m         |
| Výška horní hladiny           | 180,56 m n. m. |
| Výška dolní hladiny           | 178,80 m n. m. |